# Азов, Константин Сергеевич
Азов Константин Сергеевич (16 июня 1927 — 14 октября 2019) — советский журналист.

## Биография

### Детство и юность
Азов Константин Сергеевич родился 16 июня 1927 года в селе Чамзинка Инзенского района Ульяновской области, вторым ребенком в семье председателя колхоза «Новый путь» села Проломиха. В 1941 году отец ушёл на фронт. К тому времени в семье, вместе с Константином было шестеро детей. В 1943 на фронт ушёл и старший брат Дмитрий. В 16 лет на плечи Константина легли заботы по дому и многодетной семье, и он вынужден был начать работать.

### Работа до карьеры журналиста
Май 1944 — Август 1945 — заведующий избой-читальней в селе Коржевка Ульяновской области.
Август 1945 — Сентябрь 1946 — секретарь Коржевского сельсовета.
1946 — 1950 — окончил Куйбышевский техникум Министерства речного флота СССР по специальности «техник-судомеханик». Параллельно работал на комсомольской работе.
1950 — 1951 — инструктор Куйбышевского райкома ВЛКСМ.
1951 — секретарь Сталинского райкома ВЛКСМ города Куйбышев.
Сентябрь 1951 — направлен на учёбу в Центральную комсомольскую школу при ЦК ВЛКСМ.

### Карьера журналиста
В августе 1953 Константин Сергеевич заканчивает Центральную Комсомольскую школу по специальности журналист и вместе с женой и сыном уезжает на работу в Тувинскую автономную республику (Тыва) в город Кызыл.
1953 — 1959 — заместитель редактора газеты "Молодежь Тувы" (русский текст).
1959 — И.О. ответственного секретаря редакции газеты "Тувинская правда".
В конце 1959 семья переезжает на родину — в Ульяновскую область, в село Вальдиватское, затем, в 1962 — в р.п. Карсун.
1960 — 1972 — собственный корреспондент газеты «Ульяновская правда».
1966 — заочно окончил Ульяновский государственный педагогический университет имени И. Н. Ульянова (тогда — Ульяновский педагогический институт).
В 1972 году — Семья переезжает в город Ульяновск.
1972—1994 — работал в газете "Ульяновская правда" (заведующий отделом сельского хозяйства, заведующий отделом партийной жизни).
1994 году вышел на пенсию. Будучи на пенсии продолжал писать.
2007 — вышел сборник рассказов и очерков «Строчки памяти».

## Награды
- Медаль "За трудовое отличие" — за трудовые успехи в газете "Молодежь Тувы".
- Медаль «За освоение целинных земель» — за освещение трудовых будней Целины.
- Медаль «В ознаменование 100-летия со дня рождения Владимира Ильича Ленина» — за трудовые успехи в газете "Ульяновская правда"
- Почётный знак "За веру и добродетель" (Награды Ульяновской области) — распоряжением Губернатора Ульяновской области за вклад в развитие средств массовой информации Ульяновской области, высокий профессионализм и многолетнюю творческую деятельность (2011 год).

## Статьи и произведения
- Азов К. С. (1989) «Не называйте хлеб черным» // Ульяновская правда. 12 февраля.
- Азов К. С. (1998) «В ту военную ночь» // Ульяновская правда. 24 февраля.
- Азов К. С. (1998) «Неистовый Кирилл» // Ульяновская правда. 13 мая.
- Азов К. С. (1998) «О тех кто нас выводит в люди» // Ульяновская правда. 13 октября.
- Азов К. С. (1999) «Браконьер» // Ульяновская правда. 13 марта.
- Азов К. С. (2001) «Лирические миниатюры» // Ульяновская правда. 25 декабря.
- Азов К. С. (2002) «Гришаня» // Ульяновская правда. 2 марта.
- Азов К. С. (2006) «Имя. Возраст. Признание» // Ульяновская правда. 3 ноября.
- Азов К. С. (2007) «Третья заповедь» // Ульяновская правда. 26 января.
- "Строчки памяти" — Сборник рассказов К. С. Азова, посвященный жизни на селе в довоенные, военные и послевоенные годы. Отпечатан в типографии Облучинского, г. Ульяновск, 2008 г.
- И. Хрусталев, К. Азов «Там, где течет Сура» (повесть-очерк) Ульяновское книжное издательство, 1964г.